# Dan Flavin
Dan Flavin (1. dubna 1933 – 29. listopadu 1996) byl americký minimalistický sochař a instalační umělec.

## Život
Narodil se roku 1933 ve čtvrti Jamaica v newyorském obvodu Queens. Nejprve studoval dějiny umění na The New School, ale později přešel na Columbia University. Předtím, než začal vystavovat, pracoval v poštovním oddělení Guggenheimova muzea a později jako ostraha a obsluha výtahu v Muzeu moderního umění. Věnoval se převážně práci s různě barevnými žárovkami a později zářivkami. Svou první výstavu měl v roce 1961 a své první fluorescenční dílo vystavoval roku 1964. Tvořil převážně umění z veřejně dostupných průmyslových materiálů. Zemřel na komplikace spojené s cukrovkou v obci Riverhead ve státě New York, bylo mu 63 let.